# Gnagare

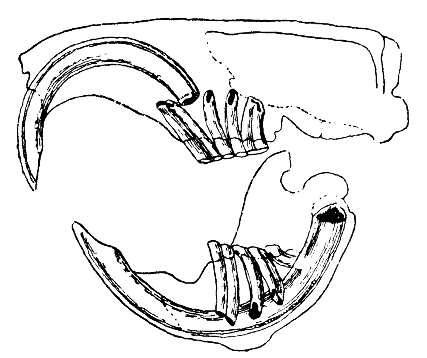
Kranium av gnagare.

Gnagare (Rodentia) är en ordning bland däggdjuren. Den är en av de mest framgångsrika däggdjursordningarna.

## Allmänt
Gnagarna är med något över 2 000 arter den artrikaste av alla däggdjursordningarna. De har flera av de individrikaste däggdjursarterna och de omfattar mer än 42 procent av alla däggdjursarter på jorden. Många gnagare är små – i gengäld har de snabb reproduktion och är mycket anpassningsbara.
Det vetenskapliga namnet rodentia kommer av det latinska rodere, "gnaga" (jämför erodera).

## Utbredning och habitat
Gnagare bebor de flesta biotoper på land och finns spridda på alla kontinenter utom Antarktis. Ordningen var den enda markbundna gruppen från infraklassen högre däggdjur (Eutheria) som nådde den australiska regionen före människan. Sydamerika koloniserade de troligen under senare eocen när avståndet mellan kontinenten och Afrika var betydlig mindre. Med människans hjälp flyttade gnagare till de flesta av Oceaniens öar.
Flera medlemmar har simhud mellan tårna och bra simförmåga och vistas längre tider i vattnet men arter som helt övergick till livet i havet saknas i ordningen. Gnagare som lever i ökenområden som kamfingerråttor kommer däremot nästan aldrig i kontakt med obundet vatten. Regn faller där mycket sällan och vid dessa tillfällen stannar kamfingerråttorna vanligen i sina underjordiska bon.

## Utseende och anatomi

### Allmän kroppsbyggnad
I storleken varierar gnagare mellan afrikansk pygmémus (Mus musculoides eller Mus minutoides) och dvärgmus (Micromys minutus) i ena änden samt kapybaran (Hydrochoerus hydrochaeris) i andra änden. De förstnämnda blir bara 45 till 80 mm långa (huvud och bål) samt 3 till 12 gram tunga medan kapybaran når en kroppslängd mellan 100 och 130 cm samt en vikt mellan 27 och 79 kg. Andra stora gnagare förekommer i familjerna bävrar, pacaranor och pakor. De flesta gnagare har däremot en längd från nosen till svansroten av 8 till 30 cm och räknas därför till de mindre däggdjuren. Utdöda gnagare av betydande storlek är kända, till exempel Phoberomys pattersoni som antas ha vägt omkring 700 kg.
Svansens form och funktion varierar mycket inom ordningen. Det finns medlemmar med smal svans, med eller utan tofs vid slutet, med en gripsvans, med yvig svans, med avplattad svans som hos bävern eller utan svans.

### Tänder
Kännetecknande för gnagare är en speciell tanduppsättning. Dessa tänder har emalj endast på framsidan, vilket gör att baksidan nöts ner snabbare och tanden på så sätt slipas av nötningen. De flesta gnagares framtänder växer hela livet för att kompensera för nötningen.
Den ständiga tillväxten gör att gnagare är ofta helt beroende av denna nötning. Skulle en framtand brytas eller på annat sätt försvinna kommer så småningom motsvarande framtand i motsatt käke att växa ohindrat eftersom den inte längre nöts ner, och djuret kommer förmodligen att gå under.
Tanduppsättningen saknar hörntänder och därför finns en större klaff (diastema) mellan fram- och kindtänderna. Kindtändernas antal varierar och de sitter långt bak i munhålan. Antalet tänder går vanligen upp till 22 med undantag av arten Heliophobius argenteocinereus som tillhör mullvadsgnagarna och som har 28 tänder.
Ett betydande antal av gnagarna har kindpåsar där föda kan lagras eller transporteras (jämför hamster).

### Skelett

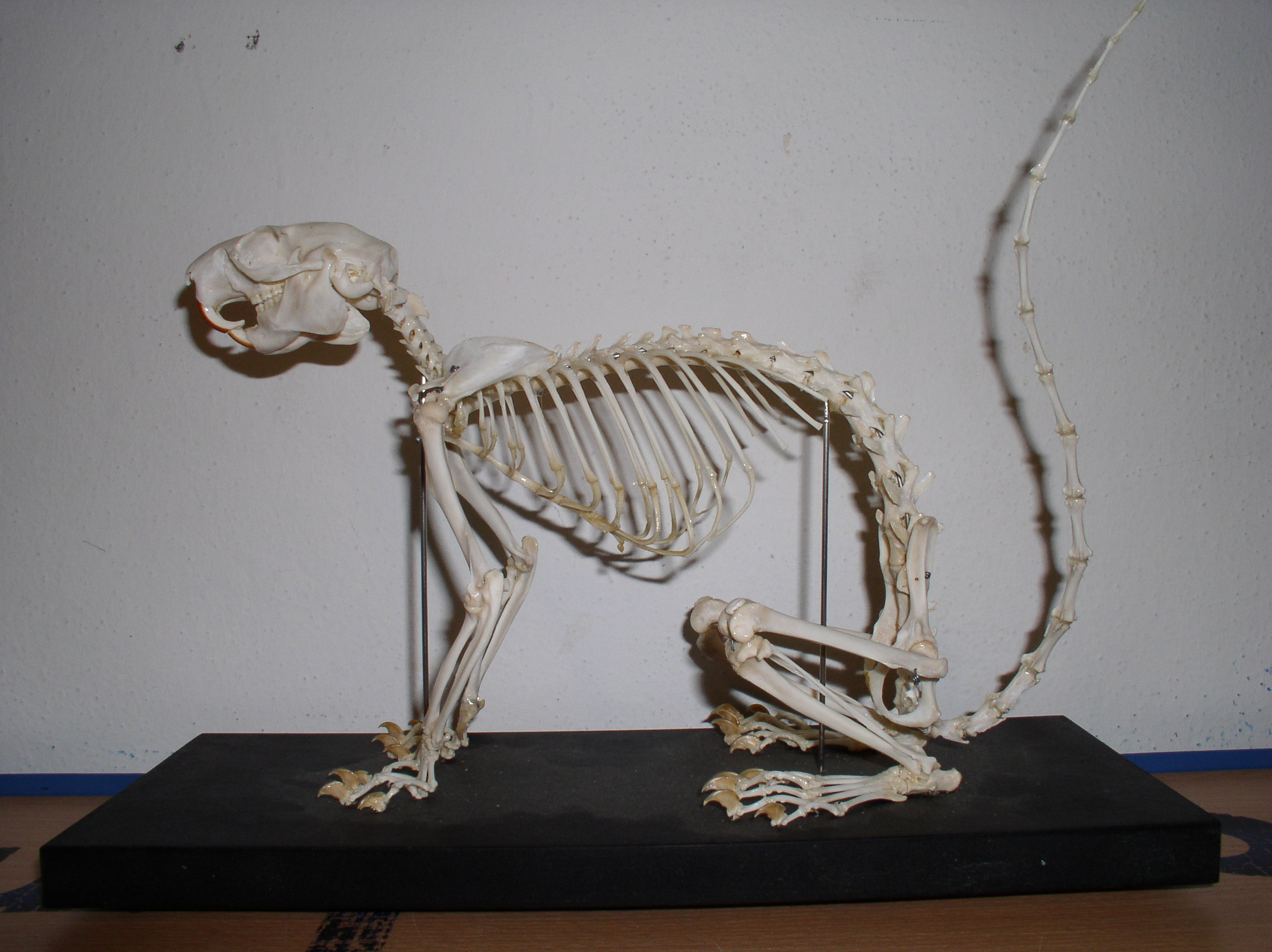
Skelett av en jätteekorre.

Gnagarnas skelett motsvarar allmänt skelettet av andra däggdjur som rör sig på fyra fötter. Grundformen är oftast kompakt, extremiteterna är korta (med något längre bakben) och svansen är lång. Som anpassning till levnadssättet förekommer hos flera arter förändringar av grundmodellen.
Ryggraden bildas vanligen av sju halskotor, av tretton bröstkotor, av sex ländkotor och av ett varierande antal svanskotor. Kotornas form är inte enhetlig. Hos arter som rör sig springande eller hoppande är tvärutskotten vid ländkotorna oftast förlängda.
Skulderbladet är allmänt smalt. Nyckelben förekommer hos de flesta gnagarna men hos några arter finns det bara rudimentärt eller saknas helt. Bäckenet har normalt stora sittben (Os ischii) och blygdben (Os pubis).
De främre extremiteterna har en tydlig uppdelning i armbågsben och strålben. Vid framfötterna förekommer allmänt fem tår med normalt utvecklade tåben (Ossa digiti pedis). Tummen är hos vissa arter förminskade eller saknas helt. Dessutom är tummen bara i viss mån eller inte motsättlig.
Vid de bakre extremiteterna varierar storleken av lårbenet mycket mellan arterna. Hos arter som har ett hoppande rörelsesätt är skenbenet och vadbenet sammanvuxna. Så får leden till språngbenet bättre stabilitet. Hoppande arter som springråttor har även mycket förstorade mellanfotsben som hos vissa arter kan vara sammanvuxna. Antalet tår vid bakfoten varierar mellan tre och fem.

## Ekologi
Liksom gnagarnas kroppsbyggnad och förekomst i olika levnadsområden varierar deras handlingssätt.

### Socialt beteende och aktivitet

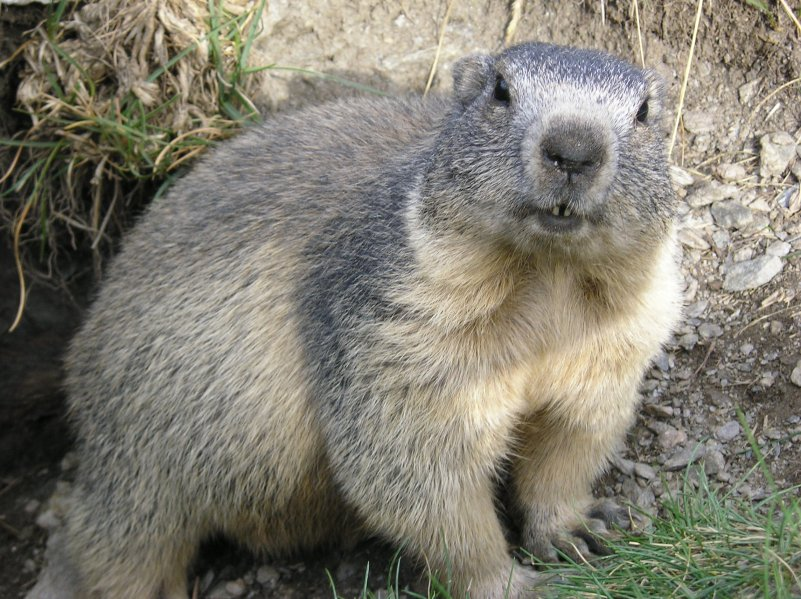
Arter som lever i underjordiska bon som alpmurmeldjuret (Marmota marmota) har ofta ett komplext socialt beteende.

När individerna är aktiva beror på art och habitat. De flesta arterna är aktiva mellan skymningen och gryningen men i vissa familjer, till exempel ekorrar, är de flesta medlemmarna aktiva på dagen. Några gnagare som lever i kalla regioner håller en lång vinterdvala. I Europa är det bland annat sjusovaren (Glis glis) och alpmurmeldjuret (Marmota marmota). Andra gnagare som till och med förekommer i arktiska områden som äkta lämlar (Lemmus) är även under vintern aktiva. Många gnagare faller i ett stelt tillstånd (torpor) under tider med matbrist eller under extrema väderförhållanden.
I ordningen förekommer alla varianter av socialt beteende. Det finns arter där individerna utanför parningstiden lever helt ensamma, arter med monogama par och arter där individerna bildar stora grupper. Oftast är det gnagare som lever i komplexa underjordiska bon, till exempel viscachor och präriehundar (Cynomys), som har bildar stora kolonier med ibland fler än 5 000 individer. En variant som annars inte förekommer hos däggdjur men som hittas hos mullvadsgnagare och kalråttan är eusociala samhällen. Liksom vissa insekter har de bara en hona, den så kallade drottningen, som parar sig med flera hannar. Alla andra individer är arbetare som vårdar drottningen och ungarna.
Beroende på art kommunicerar gnagare med synliga aktiviteter, med läten och andra ljud samt med doftämnen. Doftämnen som skapas i körtlarna är till exempel betydande för husmusen. Amerikanska känguruspringmöss (Dipodomys) slår på marken för att visa sitt territoriella anspråk. Gnagarnas läten kan vara högljudda och även av människan uppfattas över längre distanser medan andra gnagare meddelar sig i en frekvens som ligger utanför människans hörselförmåga.

### Föda
Gnagare är huvudsakligen växtätare (herbivorer) men uppgiften gäller inte alla medlemmar. Beroende på art, utbredning och årstid konsumeras nästan alla växtdelar som blad, frön, frukter och nötter eller kvistar, bark, rötter och rotfrukter. Flera arter livnär sig uteslutande herbivor och i vissa familjer som ekorrar, sovmöss och mullvadsgnagare är medlemmarna oftast allätare. De äter förutom växtdelar även insekter och andra ryggradslösa djur samt i viss mån små ryggradsdjur och fågelägg.
I ordningen förekommer några få arter som nästan helt är köttätare. Några exempel finns hos nya världens möss i släktet Onychomys, i släktet Oxymycterus eller i släktet fiskråttor (Ichthyomys). De sistnämnda äter som namnet antyder fiskar men även kräftdjur och insekter. Även det afrikanska råttdjuret Colomys goslingi och australiska vattenråttor (Hydromys) är delvis fiskätare. Medlemmar av underfamiljen Deomyinae har insekter som främsta födokälla.
De gnagare som är växtätare har vanligen en stor blindtarm med ett större maskformigt bihang med en varierad bakterieflora. Bakterierna spjälkar växternas cellulosa till andra kolhydrater som kan nyttjas av djuret. Då omvandlingen sker efter magsäcken måste de äta sin första avföring igen (koprofagi).

### Fortplantning och ungarnas utveckling

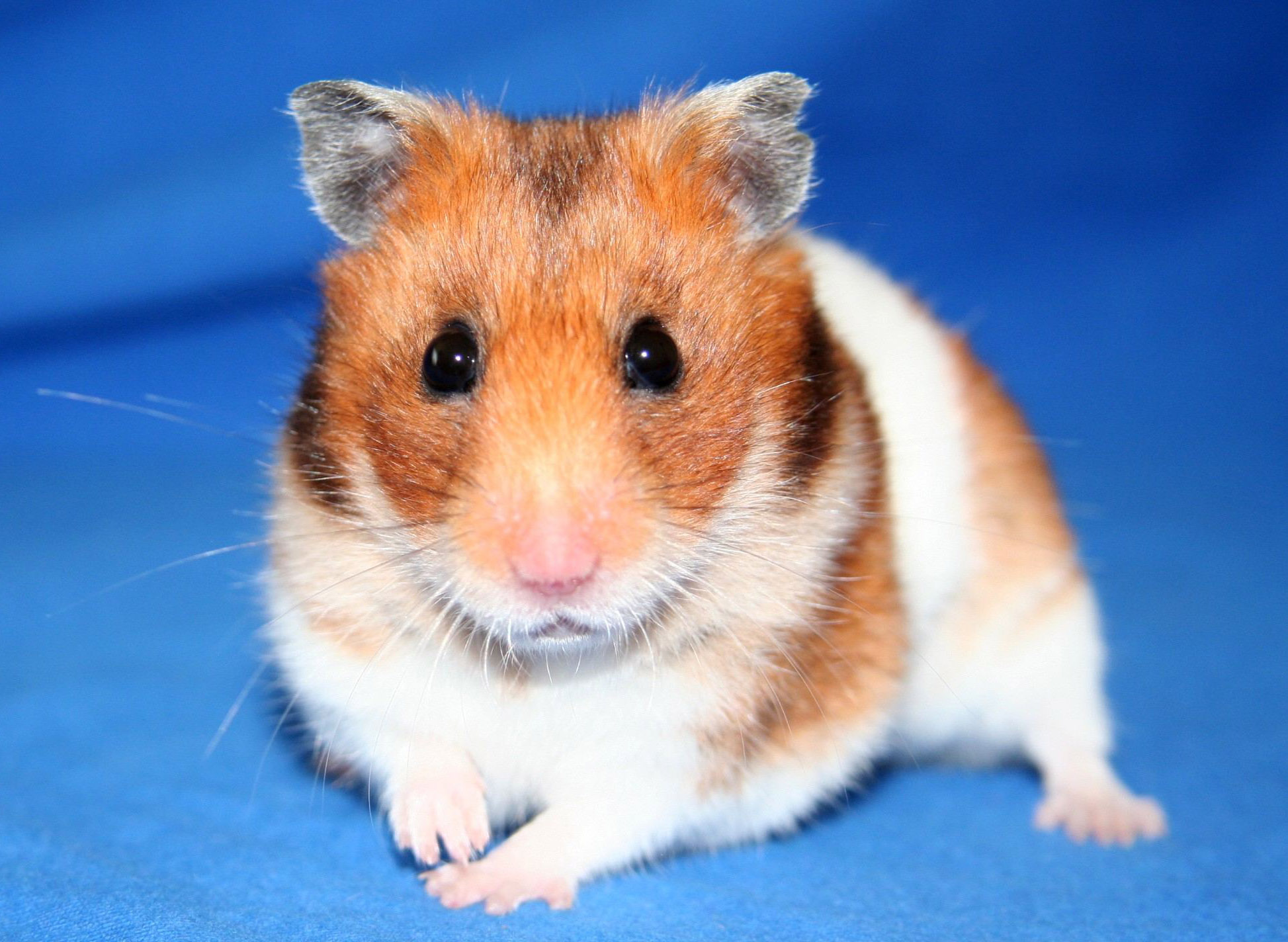
Hos hamstrar (här guldhamster) förekommer den kortaste dräktighetstiden av alla högre däggdjur.

Liksom hos alla andra högre däggdjur (Eutheria) omsluts fostret under dräktigheten av en moderkaka och ett eget yttre cellskikt (trophoblast) som skyddar embryot mot moderns immunförsvar. Därför varar dräktigheten vanligen längre än hos pungdjur. Annars finns inget i gnagarnas fortplantningssätt som gäller för alla arter.
Flera arter, vanligen i underordningen råttartade gnagare, kännetecknas av fortplantningsstrategin r-selektion med hög fruktbarhet (fertilitet). Hos dessa gnagare kan honor para sig flera gånger per år, dräktighetstiden är kort och per kull föds många ungar. Ungdjuren är vanligen hjälplösa, nakna och blinda vid födelsen men de utvecklas snabbt och de når könsmognaden efter några veckor eller månader. Hos vissa hamstrar (Cricetinae) varar dräktigheten bara 16 dagar, som är kortast i infraklassen högre däggdjur, och ungarna är redan efter sju till åtta veckor könsmogna. Ett enda par möss kan åstadkomma 500 avkomna i loppet av 21 veckor.
Å andra sidan finns gnagare, till exempel hos marsvinsartade gnagare (Caviomorpha), som använder sig av den motsatta strategin (K-selektion). Här varar dräktigheten länge (hos pacarana ibland upp till 280 dagar), honan föder bara få ungar per kull som är väl utvecklade vid födelsen. Ungarna föds med päls och öppna ögon, de kan redan efter några timmar gå och de blir jämförelsevis tidigt självständiga.

### Naturliga fiender och livslängd
Gnagare har ett flertal naturliga fiender. På grund av sin spridning och individrikedom utgör de ofta en viktig del i näringsväven. Många biotoper har rovdjur i mellannivå som är helt beroende av tillgången på gnagare. Den skandinaviska fjällvärlden är ett exempel, där tillgången på fjällämmel helt styr överlevnadsmöjligheterna för lappuggla, fjällvråk och fjällräv. Det förekommer även kräldjur, groddjur och några ryggradslösa djur som fågelspindlar som jagar gnagare. Huvudsakligen de mindre gnagarna saknar aktiv försvarsstrategi. De skyddar sig däremot genom uppmärksamhet, kamouflage och flykt eller gömmer sig. Ett annat hot är sjukdomar och parasiter.
Livslängden varierar mycket inom ordningen. Även när man bortser från alla fiender lever flera arter, till exempel hos de råttartade gnagarna, bara ett till två år. I ordningen förekommer även arter som lever jämförelsevis länge. Den äldsta individen av vanligt piggsvin (Hystrix cristata) levde 27 år och fyra månader under människans tillsyn. En kalråtta som troligen var ett år gammalt när den fångades levde sedan ytterligare 27 år.

## Systematik
Det finns mellan 2000 och 3000 arter gnagare. Utöver underordningarna Sciurognathi och Hystricognathi delas dessa in i ett antal överfamiljer. Värt att notera är att överfamiljen musliknande gnagare (Myomorpha) (som bland annat innefattar möss, råttor och hamstrar) idag misstänks vara ett utslag av polyfyletisk utveckling bland gnagarna, och därför kan tänkas brytas ut för att eventuellt bilda en egen ordning eller underordning.
Tidigare fördes hardjuren (harar och kaniner, vilka har två par framtänder i vardera över- och underkäken) till underordningen "dubbeltandade gnagare", medan övriga gnagare har ett par framtänder i vardera käke ("enkeltandade gnagare"). Hardjuren betraktas sedan början av 1900-talet som en egen ordning, Lagomorpha. Bland djur som ofta antas vara gnagare men inte är det kan också nämnas näbbmöss (tillhör insektsätarna, Insectivora). Inte heller fladdermöss tillhör gnagarordningen utan förs till en egen ordning (Chiroptera).

### Utvecklingshistoria
Enligt upphittade fossil uppkom de första gnagarna för 57 miljoner år sedan. Däremot är familjen råttdjur med de flesta arterna ungefär 5 miljoner år gammal.

### Underordningar och familjer

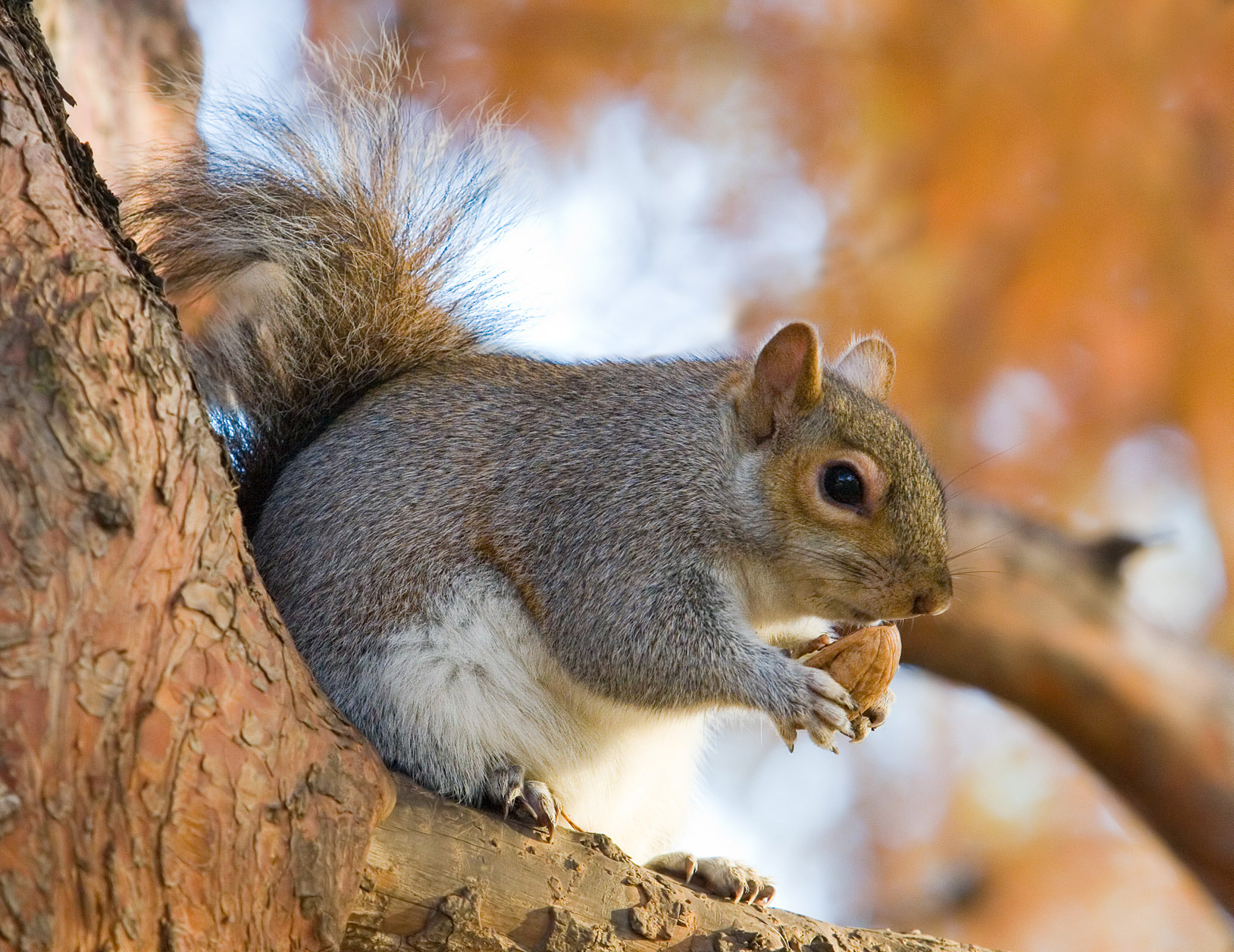
Grå ekorre (Sciurus carolinensis) tillhör familjen ekorrar.

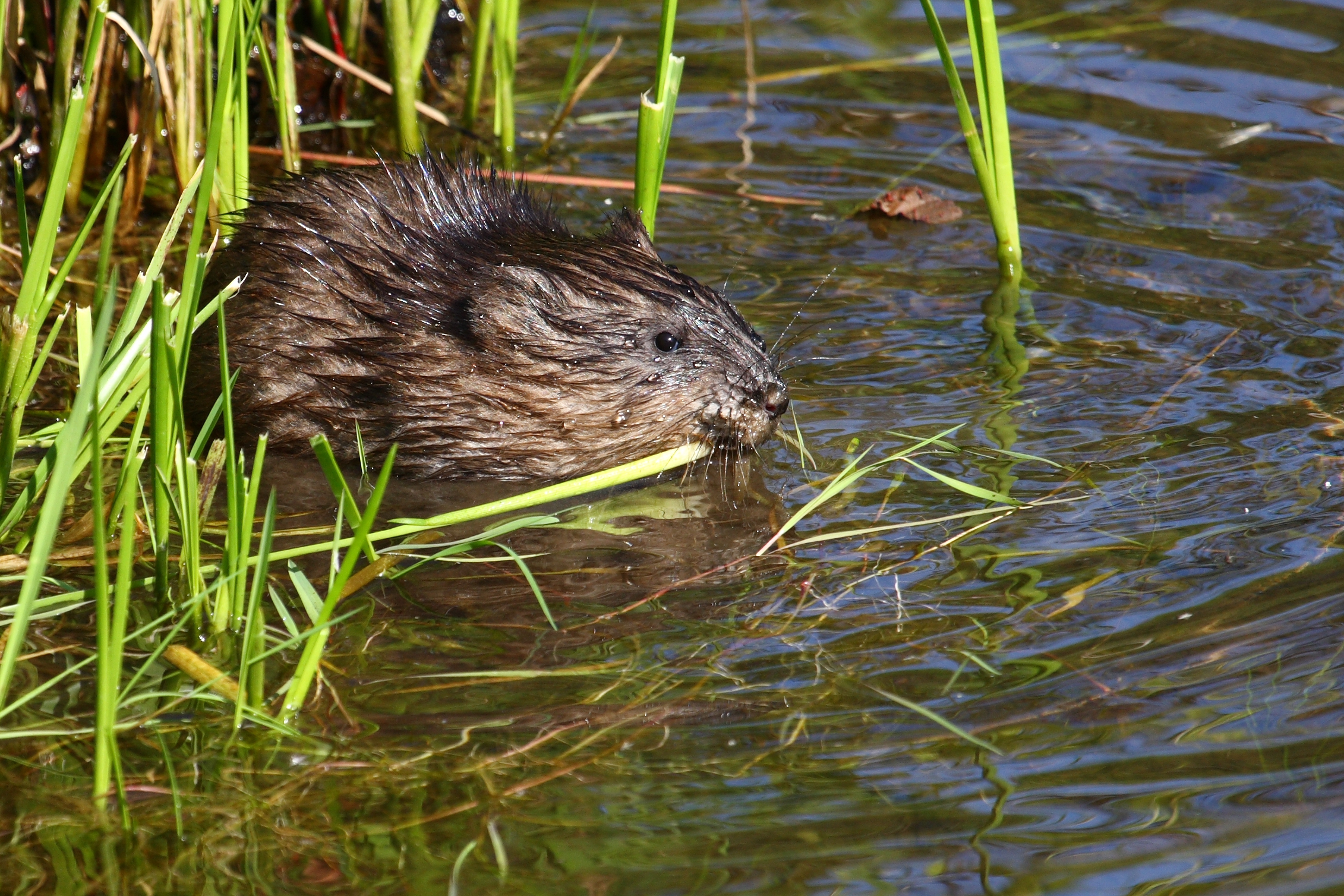
Bisam (Ondatra zibethicus) räknas till familjen hamsterartade gnagare.

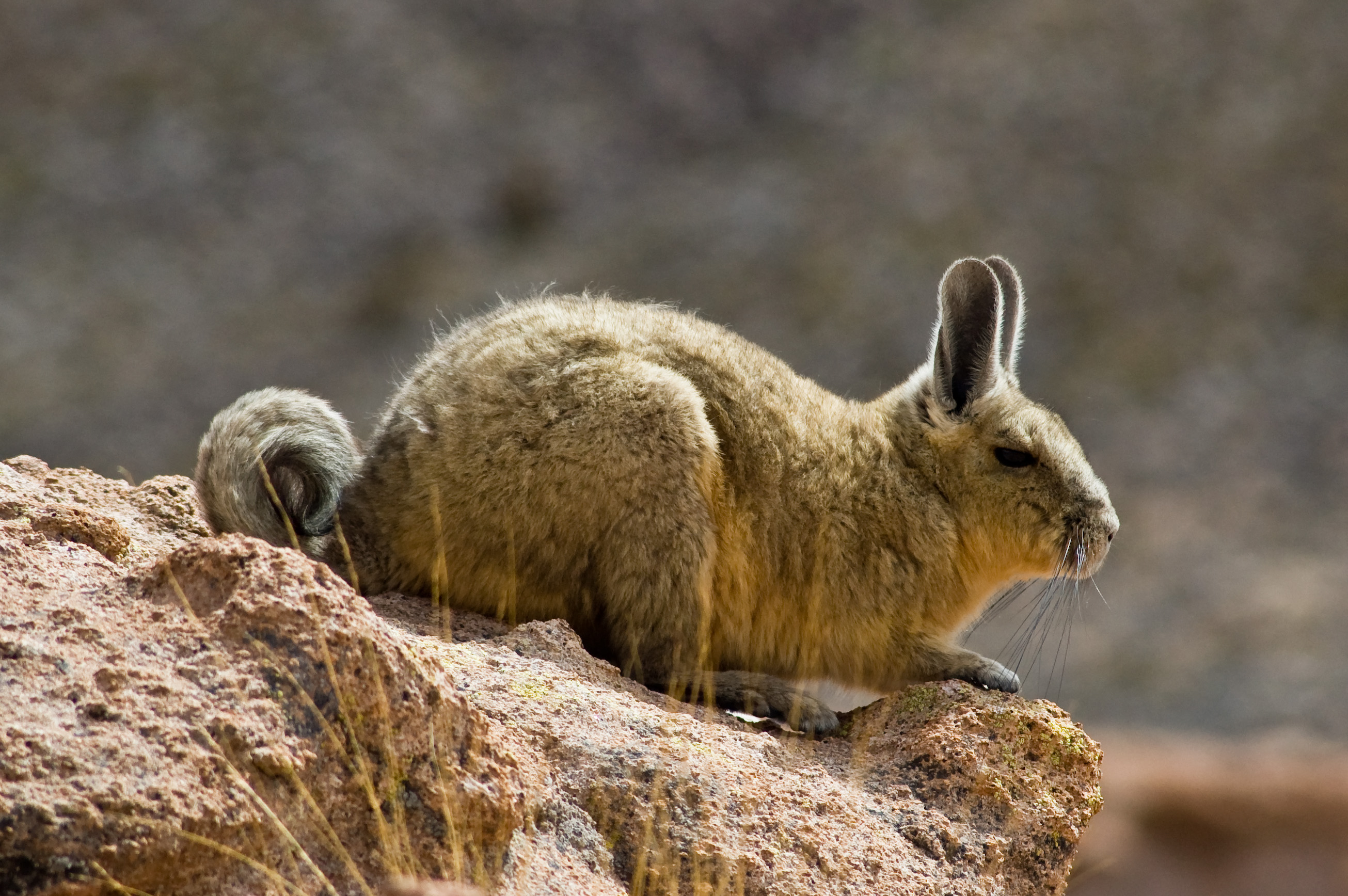
Bergsviscachor (Lagidium) tillhör familjen harmöss.

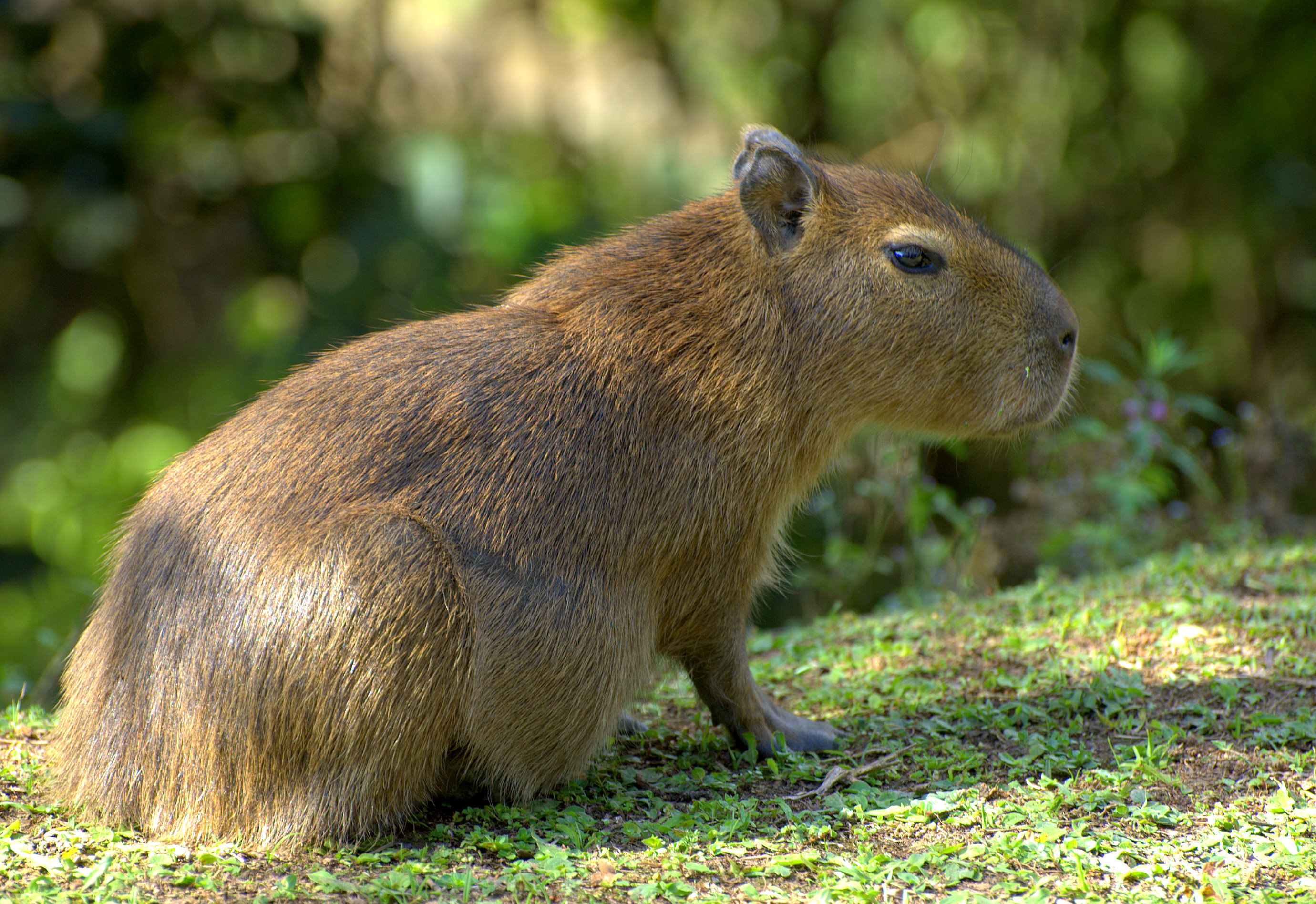
Kapybaran (Hydrochoerus hydrochaeris) är idag världens största gnagare. Här syns troligen ett ungdjur.

Ordningen gnagare delas enligt nyare taxonomiska avhandlingar som Mammal Species of the World i fem underordningar med tillsammans 33 familjer.
- Ekorrartade gnagare (Sciuromorpha) 
  - Ekorrbävrar (Aplodontiidae)
  - Ekorrar (Sciuridae) - med bland annat murmeldjur, sislar
  - Sovmöss (Gliridae, tidigare Myoxidae eller Muscardinidae)
- Castorimorpha
  - Bävrar (Castoridae)
  - Kindpåsråttor, (Geomyidae)
  - Kängururåttor eller påsmöss, (Heteromyidae)
- Anomaluromorpha
  - Taggsvansekorrar (Anomaluridae)
  - Springharar (Pedetidae)
- Råttartade gnagare (Myomorpha)
  - Överfamilj Dipodoidea
    - Springråttor (Dipodidae)

  - Överfamilj Muroidea
    - Råttdjur (Muridae) - med bland annat möss, råttor, gerbiler
    - Hamsterartade gnagare (Cricetidae) - med bland annat hamstrar, sorkar
    - Mullvadsråttor (Spalacidae)
    - Mushamstrar (Calomyscidae)
    - Taggsovare (Platacanthomyidae)
    - Nesomyidae
- Piggsvinsartade gnagare (Hystricomorpha)
  - Infraordning Ctenodactylomorphi
    - Kamfingerråttor (Ctenodactylidae)

  - Infraordning Hystricognathi
    - Afrikanska mullvadsråttor (Bathyergidae)
    - Jordpiggsvin (Hystricidae), gamla världens piggsvin
    - Klippråttor (Petromuridae)
    - Rörråttor (Thryonomyidae)
    - Trädpiggsvin (Erethizontidae), nya världens piggsvin
    - Harmöss (Chinchillidae) - chinchillor och viscachas
    - Pacaranor (Dinomyidae)
    - Marsvin (Caviidae)
    - Agutier (Dasyproctidae)
    - Pakor (Cuniculidae)
    - Kamråttor (Ctenomyidae)
    - Buskråttor (Octodontidae)
    - Chinchillaråttor (Abrocomidae)
    - Lansråttor (Echimyidae)
    - Sumpbävrar (Myocastoridae)
    - Bäverråttor (Capromyidae)
    - Capybaror (Hydrochaeridae)

Äldre systematiska avhandlingar använde även Arvicolidae (sorkar) eller Microtidae (lämlar och sorkar).

## Gnagare och människor

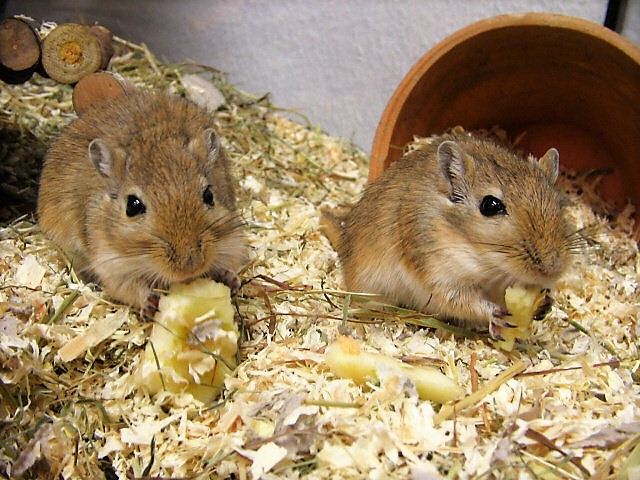
Mongolisk ökenråtta (Meriones unguiculatus) förekommer som sällskapsdjur.

### Gnagare som nyttodjur
Flera gnagare hölls av människan som nyttodjur i fångenskap. De hölls för köttets eller pälsens skull eller används som försöksdjur.
Mat som består av kött från gnagare är idag ovanlig i Europa och tidigare åts de främst under nödsituationer. I andra regioner på jorden där matvanorna är annorlunda förekommer gnagare oftare som mat. Ett typiskt exempel är marsvin som avlas i Sydamerika, och där främst i Peru, sedan 3000 år för köttets skull. I västra Afrika, till exempel i Ghana, är kött av rörråttor mycket vanligt på marknader. Hos romarna var sjusovaren en delikatess som hölls i speciella boxar. Dessutom används gnagare som mat för ödlor, ormar och andra köttätare i privata terrarier eller i djurparker.
Pälsen av olika gnagare som chinchillor, bisam och sumpbäver förarbetas till kläder.
En större betydelse har gnagare som försöksdjur. De är lämpliga på grund av sin lilla storlek, sin höga fertilitet och då de ofta är anspråkslösa. Möss och marsvin var bland de första djuren som skickades till rymden. Den första gnagaren som återvände levande var troligen en råtta i en fransk raket som i februari 1961 nådde 150 kilometers (93 engelska mil) höjd.

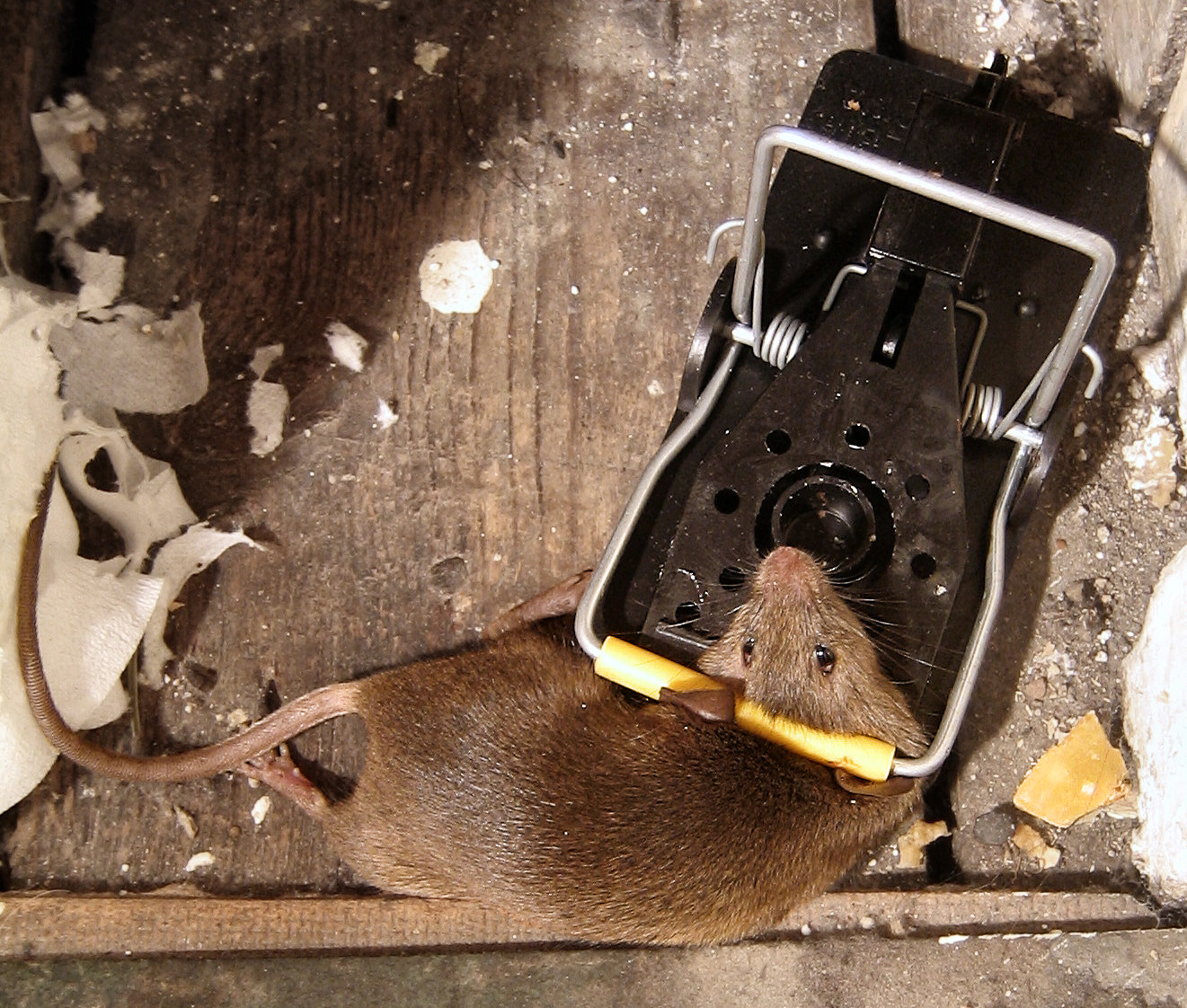
Mus i musfälla.

Gnagare kan också vara oönskade och klassas som skadedjur. De tar sig gärna in i hus under kalla årstider. De kan knapra på isoleringsmaterial samt elledningar och lämnar sin avföring bland människans matförråd. Olika typer av fällor finns för att fånga eller döda gnagare.

### Gnagare som sällskapsdjur
Flera arter förekommer som sällskapsdjur (se listan där) utan iögonfallande ekonomisk fördel. De väljs huvudsakligen på grund av den ringa storleken och då kostnaderna för deras föda är låga. Det finns även ett flertal arter som är olämpliga som sällskapsdjur, till exempel gnagare som är aktiva på natten, gnagare som reagerar aggressiva mot beröring, gnagare som behöver mycket plats för sitt rörelsebehov eller gnagare som i vilt tillstånd lever i stora sociala grupper.